# Plesná
Plesná (deutsch Fleißen) ist eine Stadt im Karlovarský kraj in Tschechien.

## Geografie

### Geographische Lage
Die zum Naturpark Kamenné vrchy gehörende Stadt liegt zwei Kilometer östlich von Bad Brambach im böhmischen Vogtland direkt an der deutschen Grenze und gehört dem Okres Cheb an. Die Ortslage befindet sich im Tal des Fleißenbaches (tschechisch Plesná) im Elstergebirge. Südwestlich erhebt sich der 649 m hohe Bukový vrch (Buchenberg). Nachbarorte sind Bad Brambach und Hohendorf im Westen, Rohrbach und Smrčina im Norden, Lomnička im Osten sowie Velký Luh im Südosten. Zum benachbarten Bad Brambach führt bei der Ortslage Hammer entlang des Fleißenbaches ein Grenzübergang für Fußgänger und Radfahrer.

### Stadtgliederung
Die Stadt Plesná besteht aus den Ortsteilen Lomnička (Steingrub), Plesná (Fleißen), Smrčina (Ermesgrün) und Vackov (Watzkenreuth).
Grundsiedlungseinheiten sind Lomnička, Plesná, Smrčina, Šneky (Schnecken) und Vackov.
Das Gemeindegebiet gliedert sich in die Katastralbezirke Lomnička u Plesné, Plesná, Smrčina, Šneky und Vackov.

### Nachbarorte
| Bad Brambach       |                                             | Luby (Schönbach)         |
|                    | Kompassrose, die auf Nachbargemeinden zeigt | Nový Kostel (Neukirchen) |
| Skalná (Wildstein) | Velký Luh (Großloh)                         | Křižovatka (Klinghart)   |

## Geschichte
Die erste Erwähnung von Vlizen erfolgte in der päpstlichen Bestätigung Lucius’ III. 1185; die Gegend gehörte dem Kloster Waldsassen bereits seit 1150. Daneben bestand seit der Verleihung durch das Kloster im Jahre 1199 eine Grundherrschaft Fleißen, deren erster Besitzer Erchenbrecht von Fleißen war. Ihr Sitz war eine Burg am Buchenberg, von der kaum noch Reste zu finden sind. Auch ihr Name ging verloren; seit der Josephinischen Kartierung von 1764 wurde sie fälschlicherweise Neuhaus genannt. Schon im 13. Jahrhundert starb das Geschlecht aus und deren Güter fielen an das Kloster zurück.
Beim Ausverkauf des Klosterbesitzes erwarb 1348 Rüdiger von Sparneck den Schönbacher Sprengel, zu dem auch Fleißen gehörte. Der Sparnecker leistete Karl IV. den Treueschwur und überstellte seinen Besitz der Lehnshoheit der Böhmischen Krone. 1429 brannten die Hussiten den Ort und die Burg nieder. Im 15. Jahrhundert erwarben die Schlick Fleißen. Nächste Besitzer waren ab 1545 die Herren von Wirsperg, die die Herrschaft dreiteilten und dabei Teile ihres Besitzes in Altenteich und Wildstein zuordneten. Die verlassene Burg wurde 1519 durch ein Heer aus Eger eingenommen und geschleift, da sie zum Schlupfwinkel des Egerer Räubers Grün geworden war.
1849 wurde die evangelische Kirche geweiht, zuvor war der Ort nach Brambach gepfarrt und besaß seit 1843 eine eigene evangelische Pfarre. 1850 lebten in Fleißen etwa 1462 Menschen in 160 Häusern, wobei der Ort ab der Mitte des 19. Jahrhunderts zum Gerichtsbezirk Wildstein bzw. Bezirk Eger gehörte. 1863 begann der Bau der Voigtländischen Staatseisenbahn von Herlasgrün über Oelsnitz nach Eger; dabei wurden die Ruinen der Burg abgetragen. 1865 wurde die Strecke eröffnet, einen eigenen Bahnhof erhielt Fleißen jedoch erst 1904. Auch am Bau der Lokalbahn von Tirschnitz nach Schönbach beteiligte sich der Ort. In dieser Zeit entstanden Fabriken, so eine Schindelsäge, Papiermühlen, Textilfabriken und eine Lederfabrik. Wie in den umliegenden Orten des Musikwinkels war in Fleißen auch der Musikinstrumentenbau angesiedelt. Die Gerberei Johann Adam Geipel wurde über die Landesgrenzen hinaus bekannt. 1898 erfolgte die Weihe der katholischen Kirche. 1900 wurden Fleißen die Stadtrechte verliehen. 1926 eröffnete eine tschechische Minderheitenschule.
Nach dem Münchner Abkommen floh die tschechische Minderheit 1938 aus der Stadt oder wurde in Bad Brambach interniert. Zum Ende des Weltkrieges hielt die Besatzung der SS-Offiziersschule Karlsbad die Stadt gegen die anrückenden amerikanischen Truppen besetzt und verteidigte sie vom 30. April bis 2. Mai 1945. Bei den Kämpfen fiel Fleißen zu großen Teilen in Schutt und Asche. Nach Kriegsende wurde ab 1946 die deutsche Bevölkerung vertrieben; Rumänen, Slowaken und Tschechen aus Wolhynien wurden angesiedelt. Die Betriebe wurden beschlagnahmt und bis 1948 verstaatlicht. Aus den Textilbetrieben entstand der Staatsbetrieb TOSTA Plesná, der nach 1990 in die Aktiengesellschaft TEKO Plesná umgewandelt und später stillgelegt wurde. 1947 erfolgte der Abriss des entlang der Grenze gelegenen Ortes Brod (Henneberg), der aus 23 Chaluppen bestand. 1949 wurde Šneky als Plesná II eingemeindet. In Plesná und Plesná II kam es bis 1951 zu einem verstärkten Abriss zerstörter oder baufälliger älterer Gebäude. Die Eingemeindung von Lomnička, Vackov und Smrčiny erfolgte 1965. Das Schloss in Lomnička ließen die kommunistischen Machthaber 1968 in einer Nacht- und Nebel-Aktion abreißen, ohne dass sein kulturhistorischer Wert auch nur untersucht wurde. Auch das Schloss in Plesná wurde im selben Jahr abgetragen.
Nach den Wegbruch der Textilindustrie wurden in Plesná vor allem dienstleistendes Gewerbe und die Porzellanmalerei ansässig. In der Stadt entstanden zahlreiche Plattenbauten, zuletzt 1993 und 2002, in denen über ein Drittel der Einwohner lebt.
Im Dezember 2022 wurde eine bayerisch-böhmische Ausstellungen zur Kriegs- und Nachkriegsgeschichte und zur Geologie in der ehemaligen Textilfabrik von Johann Lehrmann eröffnet. Ab April 2023 wir das Museum der Öffentlichkeit zugänglich sein.

### Einwohnerentwicklung
| Jahr | Einwohner |
| ---- | --------- |
| 1869 | 1582      |
| 1880 | 1658      |
| 1890 | 1761      |
| 1900 | 2185      |
| 1910 | 2477      |

| Jahr   | Einwohner |
| ------ | --------- |
| 1921   | 2382      |
| 1930   | 2878      |
| 1950 1 | 1642      |
| 1961 1 | 1671      |
| 1970 2 | 2014      |

| Jahr   | Einwohner |
| ------ | --------- |
| 1980 2 | 1883      |
| 1991 2 | 1692      |
| 2001 2 | 1982      |
| 2011 2 | 2021      |

## Sehenswürdigkeiten
- Katholische Kirche, 1898 erbaut
- Evangelische Kirche, 1848 erbaut
- Jüdischer Friedhof, an der Straße nach Velký Luh, 1895 angelegt, mit älteren Grabsteinen
- Gruppe von drei Steinkreuzen aus dem 16. Jahrhundert
- Burgstall Neuhaus

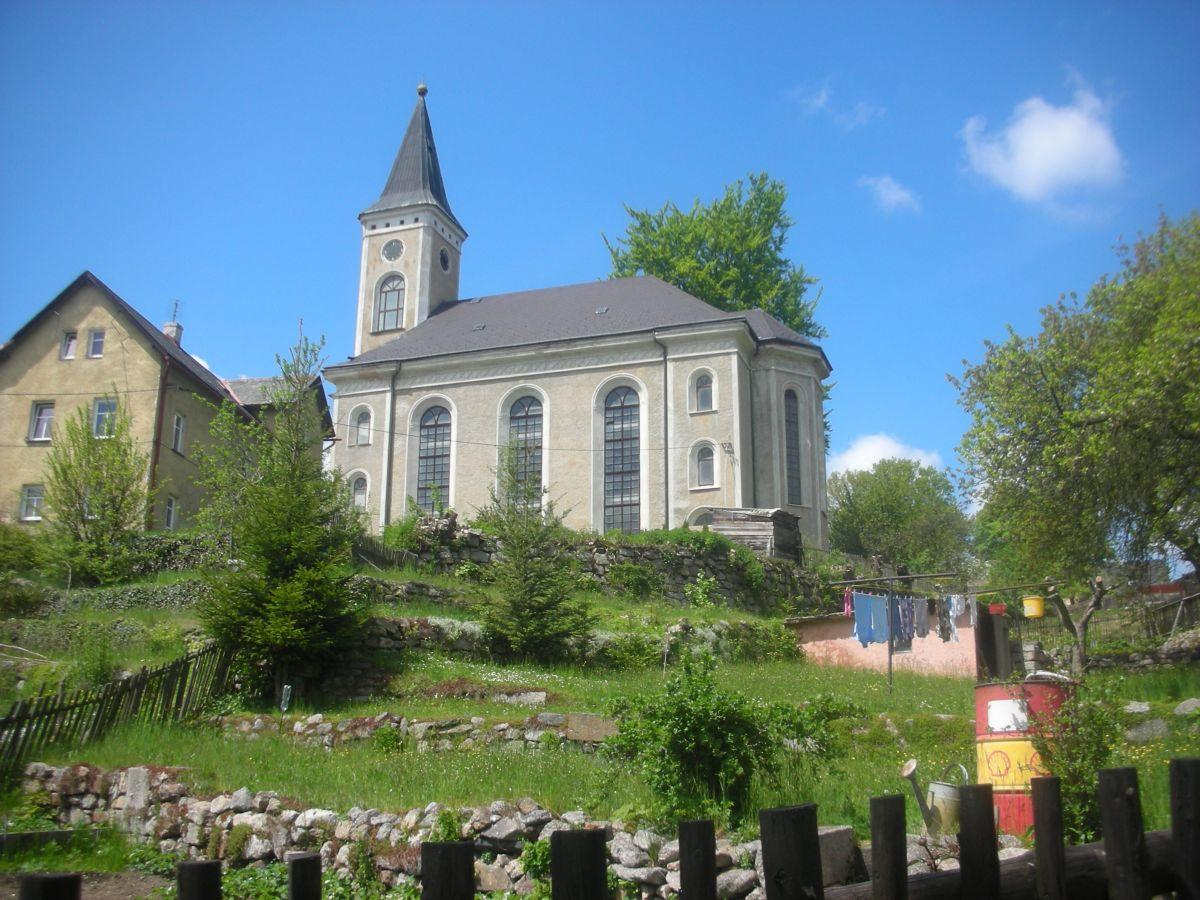
Evangelische Kirche
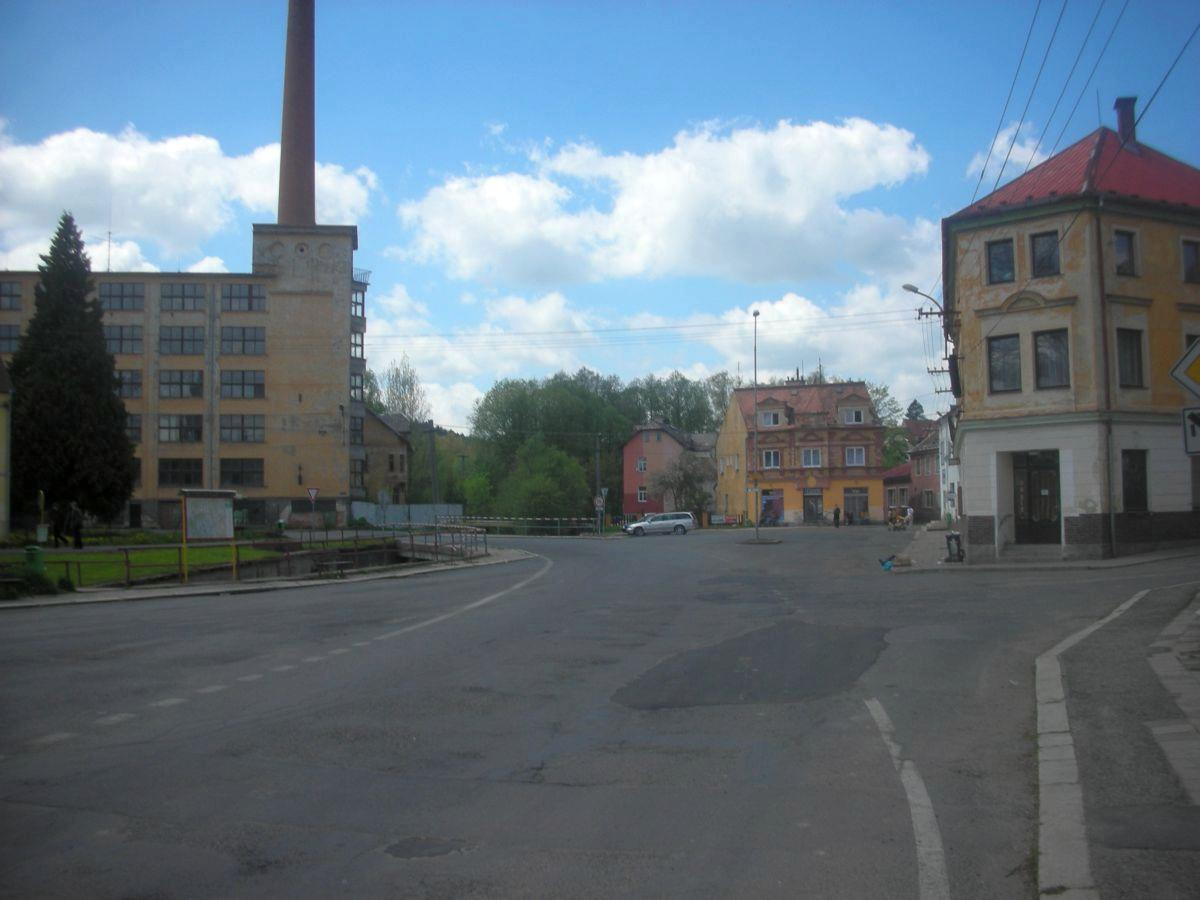
Zentrum
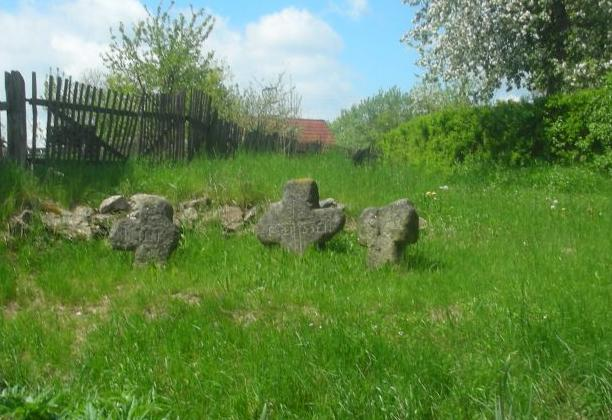
Steinkreuze
Sandabbau bei Plesná, genannt Fleißner Sand

## Söhne und Töchter der Stadt
- Georg Karl Barth (1863–unbekannt), deutscher Pädagoge und Direktor des Lehrerseminars in Auerbach/Vogtl.
- Adolf Bloß (1876–1949), deutscher Bauingenieur, Reichsbahnbeamter und Hochschullehrer
- Eric W. Pasold (1906–1978), Textilunternehmer und Kunstsammler
- Hermann Braun (1909–2005), Volkskundler und Sprachforscher, Lehrer und Kommunalpolitiker in Marktredwitz